# Melanoplus nigrescens
Melanoplus nigrescens är en insektsart som först beskrevs av Scudder, S.H. 1877.  Melanoplus nigrescens ingår i släktet Melanoplus och familjen gräshoppor. Inga underarter finns listade i Catalogue of Life.